# La Alianza, Veracruz
La Alianza är en ort i Mexiko.   Den ligger i kommunen Zongolica och delstaten Veracruz, i den sydöstra delen av landet, 250 km öster om huvudstaden Mexico City. La Alianza ligger 707 meter över havet och antalet invånare är 283.
Terrängen runt La Alianza är huvudsakligen bergig, men åt nordost är den kuperad. Runt La Alianza är det ganska tätbefolkat, med 222 invånare per kvadratkilometer. Närmaste större samhälle är Zongolica, 12,8 km nordväst om La Alianza. I omgivningarna runt La Alianza växer i huvudsak städsegrön lövskog.